# Raoul de La Moussaye
Raoul de La Moussaye (- 1456), fut un prélat breton, évêque de Dol de 1444 à 1456.

## Biographie
Chanoine de Rennes et protonotaire du Saint-Siège, il est envoyé en députation devant le roi en 1440. Nommé évêque de Dol en 1444, il occupe cette fonction jusqu'à sa mort en 1456. Surnommé « Bouche d'or » pour son éloquence. Lors de l'avènement de Pierre II de Bretagne le 19 juillet 1450, il fut chargé de remettre son épée au nouveau duc.

## Sources
- Jean Ogée, Dictionnaire historique et géographique de la province de Bretagne, Volume 1, 1843